# Fattigvårdsstyrelse
Fattigvårdsstyrelse var det kommunala organ som genom 1847 års fattigvårdsförordning ansvarade för fattigvården i Sveriges socknar (från 1863 kommuner). Fattigvården ombesörjdes genom fattigvårdssamhället vars enhet var den kommunala förvaltningen.
Fattigvårdsstyrelsen lydde under kommunalfullmäktige (kommunalstämma, allmän rådstuga eller stadsfullmäktige) och det reglemente denna myndighet fastställt. På landsbygden utgjordes fattigvårdsstyrelsen ofta av kommunalnämnden, men det kunde beslutas att utse en särskild fattigvårdsstyrelse. I städerna skulle fattigvårdsstyrelse alltid väljas. Antalet ledamöter var på landsbygden minst tre och i städerna minst fem. Såväl män som kvinnor var valbara. Bland ledamöterna skulle utses en ordförande och en vice ordförande. Kyrkoherden, eller dennes företrädare, hade rätt att deltaga i fattigvårdsstyrelsens förhandlingar och beslut.
Fattigvårdsstyrelserna hade inga tjänstemän, utan verkställandet av besluten utfördes av ordföranden. I större kommuner fördelades uppgifterna på ledamöterna. Detta gällde fram till 1952 års kommunreform. Fattigvårdsstyrelsen ersattes år 1956 av socialnämnd genom lagen om socialhjälp.